# Oedipina carablanca
Oedipina carablanca is een salamander uit de familie longloze salamanders (Plethodontidae). De soort werd voor het eerst wetenschappelijk beschreven door Arden H. Brame in 1968.
De mannetjes worden 107 tot 148 millimeter lang, vrouwtjes worden waarschijnlijk groter. De rugzijde is donkerbruin tot zwart, de buikzijde is grijs met witte vlekken. Er zijn 17 of 18 costale groeven.

## Verspreiding en habitat
De soort komt voor in delen van Midden-Amerika en leeft endemisch in Costa Rica. Oedipina carablanca was lange tijd alleen bekend van twee mannelijke exemplaren die in 1959 nabij Guápiles waren gevangen op een hoogte van ongeveer 300 meter boven zeeniveau. In het begin van de 21ste eeuw is de soort ook op drie andere locaties in de Centraal-Caribische bergbossen van Costa Rica waargenomen: bij Guayacán de Siquirres op ongeveer 700 meter hoogte, bij Pocora op een hoogte van circa 225 meter en nabij Alegria de Siquirres op ongeveer 850 meter hoogte. Oedipina carablanca houdt zich op in rottende takken en onder de schors van boomstronken.